# Psi Phoenicis
Psi Phoenicis (ψ Phoenicis) é uma estrela na constelação de Phoenix. Possui uma magnitude aparente visual média de 4,4, sendo visível a olho nu em locais sem muita poluição luminosa. De acordo com medições de paralaxe pela sonda Gaia, encontra-se a uma distância de aproximadamente 335 anos-luz (103 parsecs) da Terra. Sua magnitude absoluta visual é de −0,7.
Psi Phoenicis uma gigante vermelha do ramo assintótico com um tipo espectral de M4III, indicando que é uma estrela evoluída na última etapa de sua evolução antes de virar uma anã branca. Em 1973 o astrônomo Olin J. Eggen descobriu que esta é uma estrela variável, variando sua magnitude aparente entre 4,3 e 4,5 com um período aproximado de 30 dias. Um estudo mais recente de 2009 identificou dois possíveis períodos de 43,7 e 48,1 dias, com amplitudes de 0,038 e 0,023 magnitudes. A estrela é classificada como uma variável semirregular, de nenhum subtipo específico.
Em 2001, Psi Phoenicis foi observada pelo Very Large Telescope em modo de interferometria (VLTI), pelo instrumento de teste VINCI. As observações, em combinação com modelos de atmosfera estelar, detectaram o efeito de escurecimento de bordo no disco da estrela e determinaram um diâmetro angular de 8,13 ± 0,2 mas, correspondendo a um raio estelar de 86 ± 3 raios solares. A partir do raio e de uma temperatura efetiva estimada de 3 550 K, uma luminosidade de 1 000 vezes a luminosidade solar foi calculada. Um estudo de 2008 reanalisou esses dados interferométricos com um novo modelo atmosférico, encontrando um diâmetro angular de 10,15 ± 0,15 mas e um raio de 85 ± 1,6 raios solares.
Por possuir determinações diretas de sua distância, raio e luminosidade, Psi Phoenicis foi incluída em uma lista de 34 estrelas bem caracterizadas para serem usadas de referência para outros estudos. Esse programa fez a primeira medição da metalicidade de Psi Phoenicis, mostrando que a estrela é pobre em metais com apenas 5% da proporção de ferro do Sol ([Fe/H] = −1,24 ± 0,39). O valor obtido possui uma alta incerteza devido às dificuldades para modelar espectros de estrelas frias, que possuem forte absorção molecular. O estado evolutivo e incerteza na metalicidade dificultam a estimativa da massa da estrela, com um valor citado de 1,0 ± 0,4 massas solares.
Psi Phoenicis é considerada uma estrela solitária, e não possui estrelas companheiras conhecidas. A estrela já foi considerada uma possível binária espectroscópica, incluindo no Catálogo Hipparcos, o que tem origem em observações espectroscópicas de 1919 que notaram uma possível variabilidade de sua velocidade radial. Dados mais recentes, no entanto, não mostraram variações de velocidade.

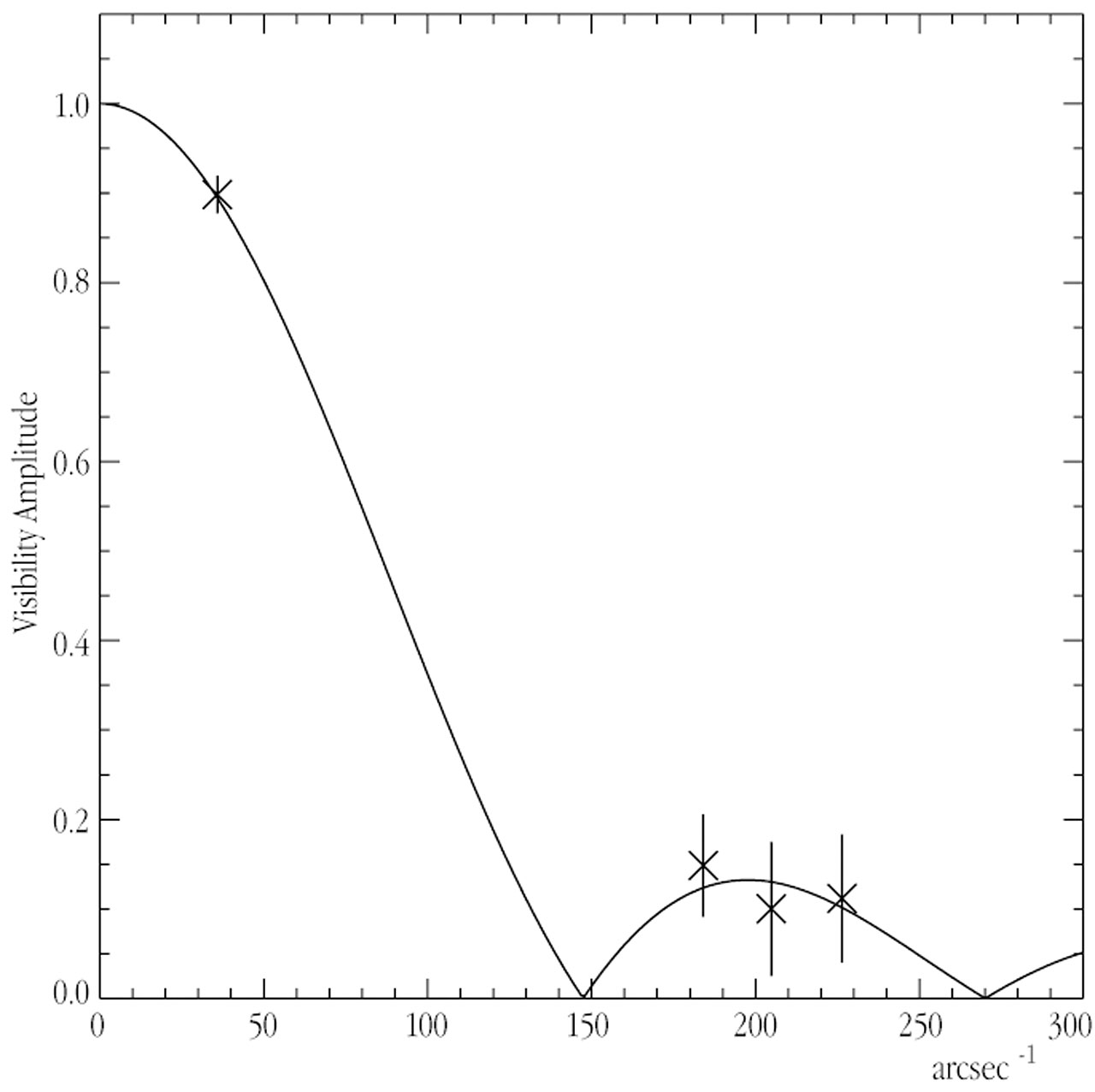
Curva de visibilidade para Psi Phoenicis, medida por interferometria, usada para a determinação do escurecimento de bordo e diâmetro angular da estrela